# Maria Dąbrowska
Maria Dąbrowska (6 de outubro de 1889 - 19 de maio de 1965) foi uma escritora, romancista, ensaísta, jornalista, ativista e dramaturga polaca, autora do popular romance histórico Noce i dnie (Noites e Dias), escrito entre 1932 e 1934 em quatro volumes separados. O romance foi transformado num filme com o mesmo título em 1975, por Jerzy Antczak. Para além das suas próprias obras, também é reconhecida por ter traduzido o Diário de Samuel Pepys para a língua polaca.
Recebeu o prestigioso Laurel de Ouro da Academia Poloca de Literatura em 1935 e foi nomeada ao Prêmio Nobel de Literatura por onze ocasiões, entre 1939 e 1965.

## Biografia
Nascida Maria Szumska a 6 de outubro de 1889, em Russów, perto de Kalisz, então Polónia do Congresso e sob controlo militar czarista, os seus pais, Josef Szumski e Ludomira Galczynska, pertenciam à empobrecida pequena nobreza rural, denominada de ziemiaństwo. Sofria de esotropia. 

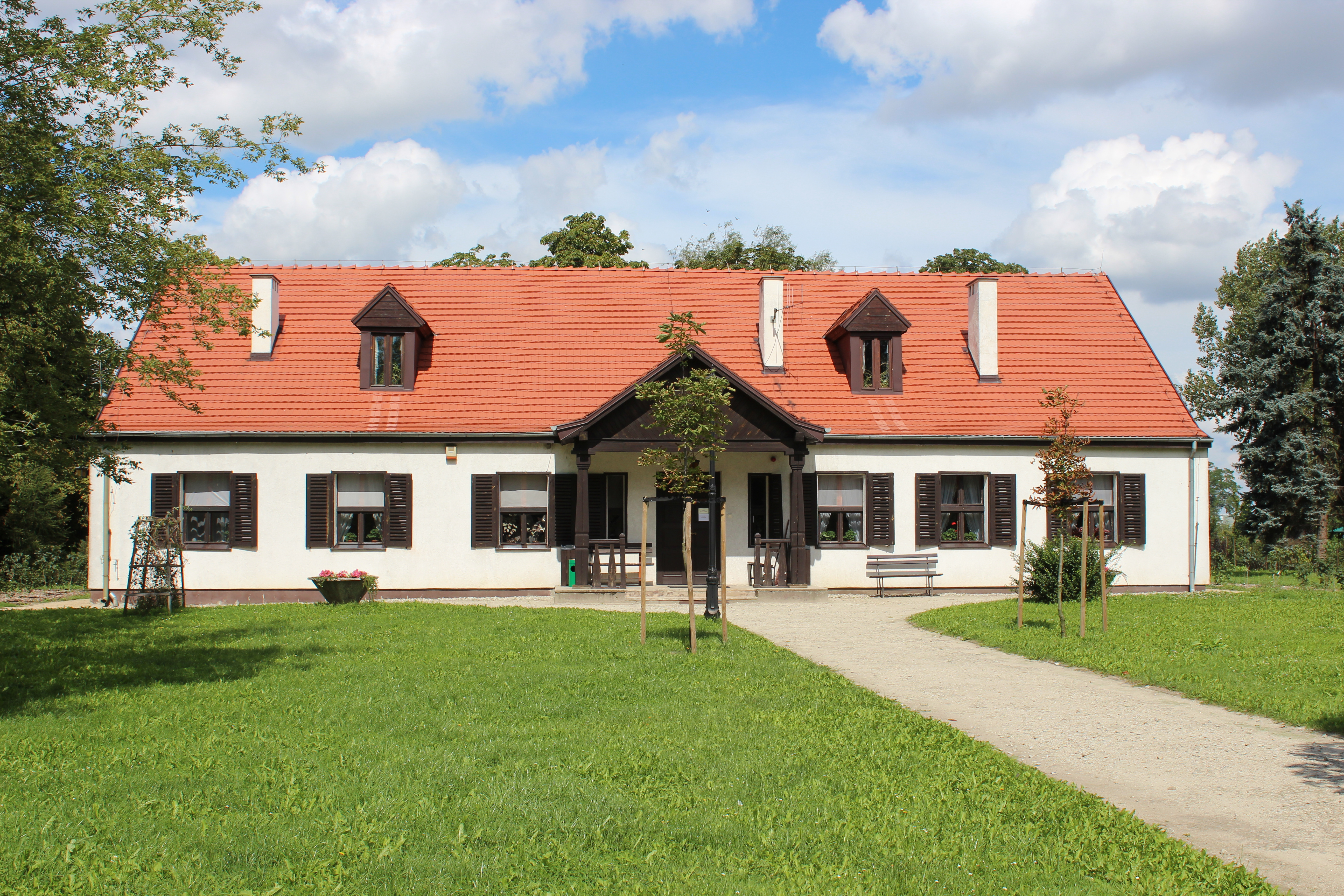
Casa da família em Russów, onde Maria Dąbrowska foi criada

Dedicando os seus esforços na educação de Maria, a sua família ingressou-a em várias escolas particulares durante grande parte de sua infância. Em 1901, em regime de internato, estudou na escola particular da Sra. Sedemani em Kalisz, onde frequentou até 1904. Um ano depois, frequentou o internato particular da Srta. Havelke em Varsóvia, tendo recebido grande parte da sua educação em literatura de Ignacy Chrzanowski.
Entre 1908 a 1909, começou a estudar ciências naturais na universidade, em Lausanne, Suíça, e mais tarde, completou os seus estudos na Universidade de Bruxelas em 1912, obtendo um diploma em ciências naturais, ou candidat ès sciences naturelles. Estudou ainda sociologia e filosofia e se estabeleceu em Varsóvia em 1917. Interessada tanto em literatura quanto em política, dedicou-se também à filantropia, ajudando aqueles que nasciam na pobreza.

No período entre guerras, trabalhou temporariamente no Ministério da Agricultura da Polónia, enquanto se aventurava cada vez mais em reportagens jornalísticas e na vida pública. Em 1927, envolveu-se mais profundamente na escrita e na reivindicação dos direitos humanos, analisando nos seus romances, peças de teatro e artigos de jornal, as consequências psicológicas das dificuldades e dos traumas da vida no mundo das pessoas comuns.

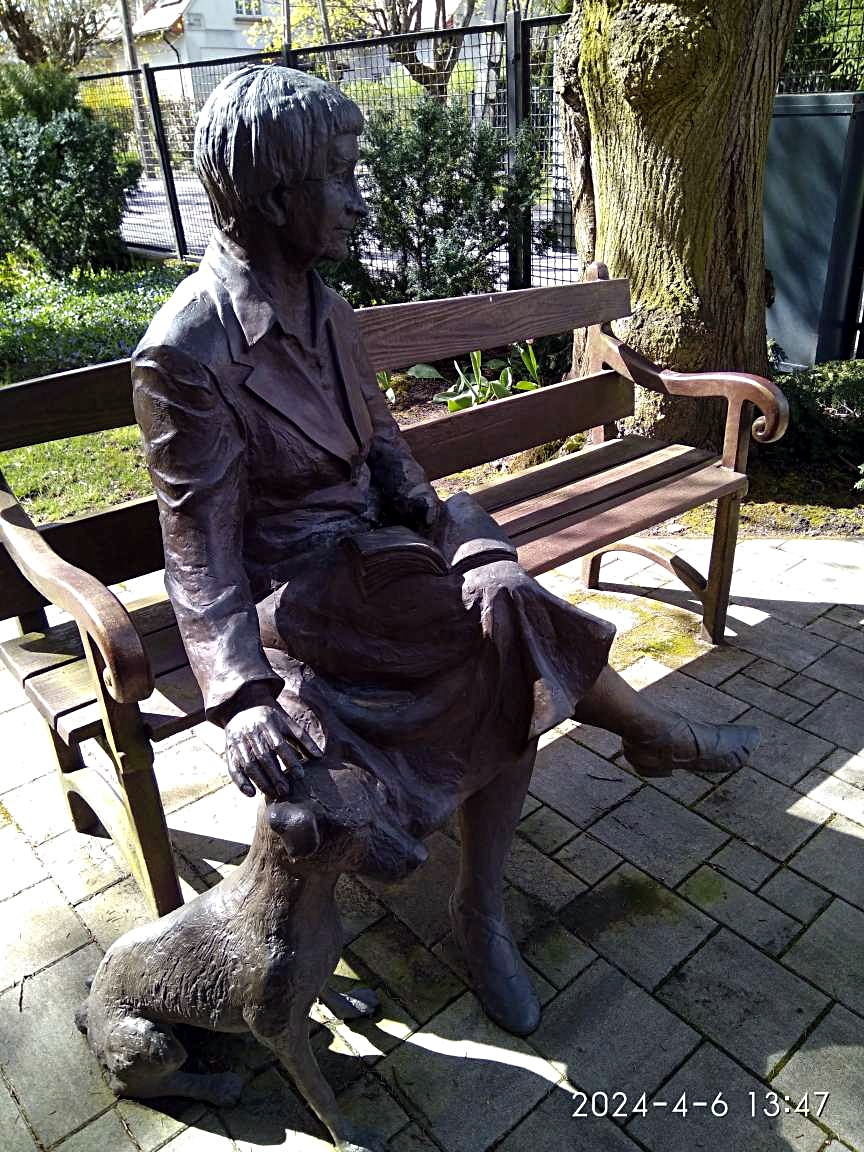
Estátua de Maria Dąbrowska sentada, em sua propriedade, Komorów, Varsóvia

Casou-se com o jornalista e magnata da imprensa Marian Dąbrowski, que morreu repentinamente quando ela tinha 36 anos de idade. Posteriormente, teve uma longa relação com o político polaco-ucraniano Stanisław Stempowski, 19 anos mais velho, com quem viveu em união estável até à eclosão da Segunda Guerra Mundial. Fruto dos seus relacionamentos, Maria Dąbrowski começou a se tornar cada vez mais independente, revelando numa entrevista que os dois homens com quem vivera eram mais como universidades, e menos como relacionamentos românticos.
Durante a ocupação da Polônia, permaneceu na Varsóvia, onde apoiou a resistência interna. Durante essa época, conheceu Anna Kowalska e Jerzy Kowalski, um casal literário. Juntos formaram uma relação poliamorosa, referida também como ménage à trois. Fruto desse relacionamento, Maria teve um filho em 1946, que faleceu repentinamente em 1948. As duas mulheres permaneceram juntas num longo relacionamento, mesmo após a morte de Jerzy, durante os 20 anos seguintes.
Maria Dąbrowska foi condecorada com a Ordem da Polónia Restituta, durante o período stalinista, e em 1964, foi uma das signatárias da chamada Carta dos 34 ao Primeiro Ministro Józef Cyrankiewicz, sobre a liberdade de cultura.
Morreu em 19 de maio de 1965, aos 75 anos, numa clínica em Varsóvia.

## Política
Quando a escritora conheceu o seu marido Marian Dąbrowski, este era então refugiado político e membro ativo do Partido Socialista Polaco. Este facto, somado às crescentes tensões durante os seus anos de formação, a lançou no ativismo. Um exemplo disso são dois artigos de protesto que escreveu para a Wiadomosci Literackie N. 3 e 4 em 1931: "Rozmova z przyjaciolmi" ("Uma conversa com amigos") e "Na ciezkiej drodze" ("Em uma estrada difícil"). Ambos artigos se manifestavam contra a detenção dos líderes de uma iniciativa que se opunha ao governo, sendo estes detidos na fortaleza de Brzesc sob o governo de Józef Piłsudski. Outro exemplo de seu ativismo foi encontrado em outro artigo de protesto que escreveu em 1936 no Dziennik Popularny No. 43, artigo esse intitulado "Doroczny wstyd" ("A desgraça anual"), onde manifestava-se contra o clima de antissemitismo nas universidades polacas e do governo dominador.
Apesar do seu ativismo, a escritora polaca não militou em nenhum partido político, tendo escrito no seu diário: "Não tenho ideologia. A única coisa que me orienta é meu amor pelas pessoas e pela vida, e minha compaixão."

## Estilo de escrita
Conhecida por ter uma voz muito consciente socialmente, revelava um ponto de vista muito maduro e extrovertido.
Os eventos históricos que presenciou, desde a Primeira Grande Guerra, moldaram a sua escrita ao ponto de, às vezes, ser menos sobre a criatividade e mais sobre transmitir informações de forma concisa (especialmente em seus diários). As suas obras refletiam essas experiências, especialmente durante a Segunda Guerra Mundial, quando escreveu com mais ênfase sobre as jornadas de protagonistas desfavorecidos, ostracizados, discriminados, sem-teto e sem-terra, de forma autêntica e com compaixão.
Em Przygody człowieka myślącego ( Aventuras de um Homem Pensante ), que só foi publicado após a sua morte, a autora transpôs as suas próprias experiências de vida em dois personagens: Ewa Radgoska e Józef Tomyski. O facto de se transpor numa personagem masculina, era uma técnica que muitas autoras queer do início do século XX usavam.

## Obras

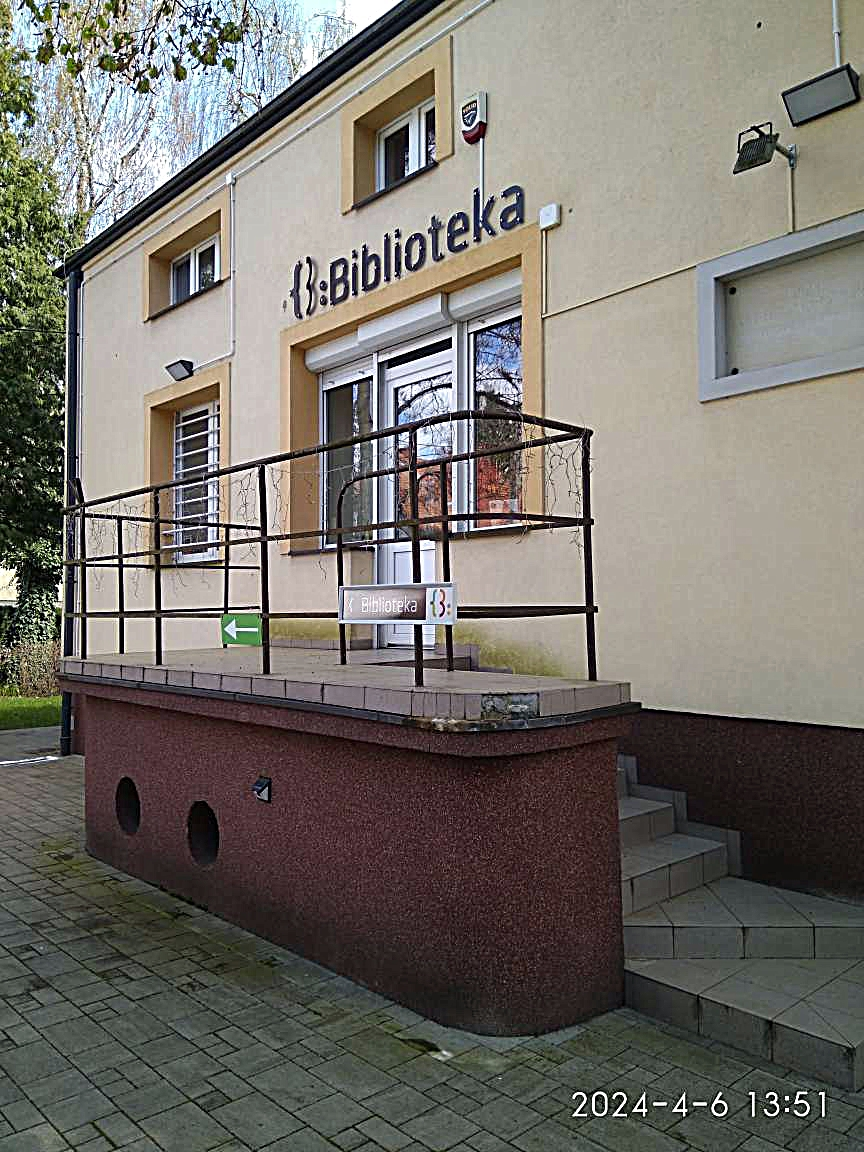
Biblioteca Maria Dąbrowska em Komorów, perto de Varsóvia, Polônia

- "Janek" ("Pequeno John"), 1914, conto
  - publicado no Prawda, nº 23 (semanário de Varsóvia) [4]
- Dzieci ojczyzny ( Filhos da Pátria ), 1918, contos
- Gałąź czereśni ( O Ramo da Cereja ), 1922, contos
- Uśmiech dzieciństwa ( O Sorriso da Infância ), 1923, contos
- Ludzie stamtąd ( Pessoas de lá ), 1926, contos
- Marcin Kozera, 1927, contos
- Dzikie ziele, 1925–1929, contos
- "Rozmova z przyjaciolmi" ("A Talk with Friends") e "Na ciezkiej drodze" ("On a Difficult Road"), 1931, artigos de protesto
  - publicado em Wiadomosci Literackie Nos.
- Noce i dnie ( Noites e Dias ), 1932–1934, tetralogia de romances – fragmento de tradução para o inglês
- "Doroczny wstyd" ("The Yearly Disgrace"), 1936, artigo de protesto
  - publicado em Dziennik Popularny nº 43
- Znaki życia ( Sinais de Vida ), 1938, contos
- Geniusz sierocy (O gênio órfão), 1939, drama
- Stanisław i Bogumił ( Stanislaw e Bogumil ), 1948, peça histórica
- Gwiazda zaranna ( A Estrela da Manhã ), 1955, contos
  - incluiu Pielgrzymka do Warszawy ( Peregrinação a Varsóvia )
- Szkice o Conradzie ( Ensaios sobre Conrad ), 1959, ensaios
- Dzienniki ( Diários ), 1914–1965, diários
- Przygody człowieka myślącego (Aventuras de um Homem Pensante ), 1970, romance
  - publicado após sua morte, escrito em algum momento ao longo de seus diários